# Acrocercops urbanella
Acrocercops urbanella là một loài bướm đêm thuộc họ Gracillariidae. Nó được tìm thấy ở Colombia.